# The Noite com Danilo Gentili
The Noite com Danilo Gentili é um programa de televisão brasileiro produzido e exibido originalmente pelo SBT que é apresentado pelo comediante stand-up Danilo Gentili. O programa é um late-night talk show, que por sua vez é um subgênero dos programas de entrevistas, formato que tem como algumas de suas características a presença do humor e as exibições nos finais da noite. A sua estreia ocorreu em 10 de março de 2014, e desde então o programa vai ao ar durante os cinco dias úteis da semana por volta da meia-noite, após a exibição da linha de shows.
A origem do programa remete-se ao Agora É Tarde, que foi igualmente criado e apresentado por Danilo Gentili, e exibido pela Band por cerca de quatro anos. Sua mudança de emissora deve-se a conflitos com a produtora do seu antigo programa, a Eyeworks (anteriormente Cuatro Cabezas), e também com as restrições que a Band pretendia impor no programa.
Além de contar com Danilo Gentili como apresentador, fazem parte do elenco o narrador Diguinho Coruja, o comediante Igor Guimarães e os quatro integrantes da banda do programa, Ultraje a Rigor, sendo eles Roger Moreira (vocal), Andria Busic (baixo), Marcos Kleine (guitarra) e Bacalhau (bateria). A trilha sonora tocada pela banda no programa foi lançada em um disco digital chamado Por que Ultraje a Rigor?, Vol. 2.

## Antecedentes

### Criação e estreia doAgora É Tarde
Em 2008, durante uma de suas apresentações do Clube da Comédia, um espetáculo de stand-up comedy, Danilo Gentili foi convidado por Diego Barreto para fazer o quadro Repórter Inexperiente no novo humorístico da Band, o Custe o Que Custar (CQC). Com o sucesso do quadro, Gentili se tornou repórter fixo do programa.
No ano seguinte, Gentili apresentou para a direção da Band um projeto de late-night talk show criado por ele e por Alex Baldin, então chefe de roteiro do CQC. O projeto já previa o nome da atração, Agora É Tarde, a banda do programa, que seria o Ultraje a Rigor, e os comediantes Léo Lins e Murilo Couto no elenco. Para colocá-lo no ar, Gentili exigiu que a emissora gravasse um piloto do programa para que o seu contrato fosse renovado. A emissora somente liberou a gravação do piloto em 2010, e escalou a Eyeworks, empresa dona do formato do CQC, para produzi-lo.
O Agora É Tarde estreou em 29 de junho de 2011, inicialmente sendo exibido duas vezes por semana. Com o sucesso do programa, que aumentou consideravelmente a audiência da emissora, a Band aumentou os dias de exibição para quatro vezes por semana.

### Saída da Band
Em dezembro de 2013, a Band passava por uma reestruturação financeira, fazendo com que a emissora diminuísse o tempo de exibição, perdendo um dia de exibição para uma reprise dos melhores momentos da semana, e também a equipe do Agora É Tarde como uma forma de contenção de gastos. Ao receber uma proposta do SBT, que removeria as limitações que a Band colocaria na produção do programa, toda a sua equipe aceitou em decisão consensual.
O narrador Marcelo Mansfield, apesar de ter prometido ir com a equipe para o SBT, decidiu continuar como contratado da Band. Mansfield justificou que optou em continuar na Band por nunca ter quebrado um contrato durante sua carreira e que não iria integrar a equipe do programa sem toda a sua formação original. Contrariando a sua justificativa, Mansfield permaneceu no programa, que passou a ser apresentado por Rafinha Bastos.
Com a ida do pessoal do Agora É Tarde para o SBT, a Band e a produtora Eyeworks começaram a tratá-los como inimigos. Sem ter um narrador, já que Mansfield continuou na Band, Gentili escolheu o radialista Diguinho Coruja para substituí-lo. Com o anúncio de sua contratação pelo SBT, Coruja foi demitido da rádio Band FM, que pertence aos mesmos donos da Band, o Grupo Bandeirantes de Comunicação.
A emissora entrou com um processo contra Gentili, no qual exigia que o apresentador regressasse à emissora e também tentando impedir que o programa estreasse no SBT, definindo-se como a criadora de seu formato. O pedido da Band foi negado pela justiça. Em 2017, Coruja foi recontratado pela Band FM para assumir as suas antigas funções na emissora.

### Escolha do nome
Com a impossibilidade de usar o nome Agora É Tarde, que foi registrado pela Eyeworks, foi necessário definir um novo nome. Inicialmente, segundo o site da revista Caras, o nome da atração seria Jô Soares Onze e Meia com Danilo Gentili, o qual tinha como finalidade homenagear Jô Soares com uma referência ao título do antigo programa de Soares no SBT, o Jô Soares Onze e Meia, que sempre foi motivo de piada pelo seu título, já que nunca entrava no ar neste horário. Posteriormente, apesar de Danilo Gentili confirmar Jô Soares Onze e Meia com Danilo Gentili como o possível nome da atração, a assessoria de imprensa do SBT negou que esse seria o título, além de terem dito que havia três possíveis nomes para o programa, os quais não faziam referência alguma a Jô Soares.
No dia seguinte, o comediante assegurou ao UOL, portal que abriga o site de Caras, que o nome do programa seria The Noite com Danilo Gentili. Segundo o jornalista Daniel Castro, que publica o site Notícias da TV, o título do programa em nome de Jô Soares não foi aceito pela direção da emissora por temerem que ele iria afastar os anunciantes. Em entrevista ao jornal Extra, Jô mostrou apoiar o nome, dizendo que o via como uma homenagem, porém, quando perguntado se autorizaria, desconversou dizendo: "Não foi isso que você me perguntou inicialmente".

### Divulgação

#### Teasers
A partir do dia 2 de fevereiro de 2014, o SBT passou a veicular em sua programação chamadas para anunciar o programa. No primeiro teaser, o qual não continha muitos detalhes sobre a transmissão e nem ao menos o nome do programa, Danilo Gentili dirige um caminhão de mudanças pela via Anhanguera rumo à nova emissora, deixando para trás a produtora Juliana Oliveira. A curta chamada faz uma referência ao seriado mexicano Chaves, considerado ícone da emissora, com um boneco pendurado no interior do veículo, e tem como som de fundo a música Nós Vamos Invadir sua Praia, da banda Ultraje a Rigor, responsável pela trilha sonora da atração, que também deixou a Band rumo ao SBT.
No dia 10 de fevereiro de 2014, duas chamadas do novo programa vazaram, sendo que estavam previstas para irem ao ar noutra ocasião. Em um dos teasers, a banda Ultraje a Rigor e os humoristas Murilo Couto e Léo Lins são desembalados de uma caixa de mudança. A produtora Juliana Oliveira, então, abre a caixa em que está Danilo Gentili com o seu tradicional "uniforme" de hosting: o terno e gravata. Já na segunda chamada vazada, o humorista faz uma piada com Sabrina Sato, tendo a participação de uma sósia da apresentadora, que também deixou a Band, desta vez rumo à Rede Record. Danilo chegou até a brincar com o vazamento criando um novo teaser, onde ele faz um "pronunciamento oficial" para falar sobre o imprevisto e mostrar que, a partir daquele momento, suas fitas estariam muito bem guardadas.

#### Anúncios

Anúncio utilizado para divulgar a estreia do programa

Para divulgar o programa em revistas e jornais de grande circulação, o SBT criou anúncios que mostravam os integrantes do talk show em diversas situações inusitadas, os quais foram tratados como grande inovação. Os anúncios também foram colocados em locais públicos de muito movimento, sendo que um dos anúncios mostra a assistente de palco Juliana Oliveira carregando uma caixa de mudança com Gentili em seu interior.
Logo depois, a emissora promoveu uma ação novamente tratada como inovadora ao colocar para circular na capital paulista, entre os dias 6, 7 e 8 de março, caminhões de mudança com os anúncios do programa em suas laterais. Os caminhões, que estavam totalmente "envelopados" com comunicação especial do programa, tomaram as ruas da cidade e despertaram a curiosidade do público.
O canal seguiu divulgando a atração, desta vez com um gigantesco banner que simulava o cenário do programa, o qual foi colocado em um painel dentro da Estação Paulista do Metrô de São Paulo. Lá encontrava-se também uma poltrona azul, semelhante à vista no programa, que dava ao público a possibilidade de sentar e tirar uma foto como entrevistado de Danilo. A instalação ficou no local durante uma semana.

## Estreia

O comediante Fábio Porchat sendo entrevistado por Danilo Gentili durante a estreia do programa

No programa de estreia, a equipe passou por vários programas do SBT, começando com Danilo Gentili no Máquina da Fama, Murilo Couto vestido como uma das Chiquititas, Léo Lins no programa Eliana, Juliana Oliveira no Casos de Família, no qual fez parte do tema "Eu me prostituía pra comer x-búrguer", em referência a uma confissão de uma participante do programa Você na TV de João Kléber na RedeTV!, e os integrantes da banda Ultraje a Rigor nos programas A Praça É Nossa, Programa do Ratinho, Programa Raul Gil e no quadro Passa ou Repassa, do Domingo Legal, além de uma passagem pelo programa infantil Bom Dia & Companhia. Ao chegar nos estúdios do The Noite, o elenco se deparou com o antigo cenário do programa Jô Soares Onze e Meia, uma homenagem a Jô Soares, que apresentou o programa durante anos na mesma faixa de horário. O estúdio estava todo empoeirado e cheio de teias de aranha quando o humorista Ivo Holanda gritou da plateia que esta era uma pegadinha do SBT. Após isto, o cenário do programa foi apresentado para o público.
O programa também brincou com a desistência de Marcelo Mansfield, que resolveu não ir para o SBT com os colegas e permaneceu na Bandeirantes. Em dada cena, o apresentador recebeu um SMS que dizia: "O véio pulou fora do barco". Logo depois, ao procurá-lo no Retiro dos Artistas, Léo Lins encontra o ator Marcos Oliver seminu. O primeiro entrevistado foi o humorista e ator Fábio Porchat, que foi questionado sobre a polêmica de um vídeo do Porta dos Fundos que faz críticas a policiais corruptos, passando a ser ameaçado. Enquanto respondia, Porchat, que já havia pré-gravado outros segmentos no programa, termina, teatralmente, levando um tiro de alguém na plateia, sendo que o alvo era Danilo e o atirador era argentino, uma referência ao atual diretor de programação da Band, Diego Guebel, um dos executivos da produtora televisiva Eyeworks, que produz o Agora É Tarde. No final do programa, Danilo Gentili foi alçado ao ar vestido de rei, sendo malhado pela produção e pela plateia.
O primeiro episódio do programa causou uma grande repercussão nas redes sociais, surpreendendo o público com o novo e sofisticado cenário, que gerou comentários de Danilo, ousando ao dizer já no começo do programa que estava muito feliz por agora poder ter "livre criação" e fazer o programa "do seu jeito", alfinetando a equipe da Band, com quem trabalhava no Agora É Tarde. Durante a entrevista com Fábio Porchat, o locutor e estreante da nova trupe Diguinho Coruja fez uma piada referente ao sobrenome do entrevistado, lhe perguntando se poderia "Por chá" em sua xícara, com a clara intenção de ser sem graça. Após a piada, Gentili perguntou para Fábio se ainda havia uma vaga no elenco do Porta dos Fundos para Diguinho, que riu e ironizou dizendo que iria levar-lhe para a Parafernalha. Imediatamente, Felipe Neto mostrou-se incomodado em seu Twitter com o comentário do comediante. O assunto acabou ficando entre os mais comentados nos Trending Topics do Twitter no Brasil. A tag "#TheNoite" ainda permaneceu no outro dia, em 11 de março, no primeiro lugar dos TTs, chegando até a ficar no segundo lugar dos assuntos mais comentados no mundo.

## Repercussão

### Audiência
A estreia do The Noite garantiu a vice-liderança para o SBT na faixa das 00h05 à 1h04. Segundo dados consolidados do Ibope, o talk show estreou com 6,1 pontos de média e 7,5 de pico. A Globo, no mesmo horário, marcou 13 pontos de média durante a apresentação do filme Esquadrão Classe A na Tela Quente, ao mesmo tempo que a Record marcou 2 pontos com a série A Nova Super Máquina e a Band marcou também 2 com o filme Os Espartalhões. O ponto de share (número de televisores sintonizados no canal) ficou na faixa dos 18%. O número é 44% maior se comparado à audiência de estreia do novo Agora É Tarde, apresentado por Rafinha Bastos, que estreou com quatro pontos em 5 de março. Cada ponto de audiência equivale a cerca de 65 mil domicílios na Região Metropolitana de São Paulo. Pode-se afirmar então que, no fim das contas, Danilo dobrou a usual audiência das noites de segunda da emissora de Silvio Santos.
Em seu segundo dia de exibição, na madrugada de quarta-feira, Gentili entrevistou a cantora mexicana Dulce María, além de contar com uma participação especial de Lívia Andrade no pub do programa. A atração registrou ótimos índices de audiência na madrugada, ficando na liderança isolada da Grande São Paulo. O programa registrou uma média de 5,7 pontos com pico de 7,3, ficando assim, na frente da Globo, que registrou uma média de 4 pontos com picos de 6. As outras emissoras concorrentes, Record e Band, ficaram apenas com 1 ponto de média no Ibope. Durante a faixa de 14 minutos em que o The Noite e o Agora É Tarde concorreram, a atração do SBT registrou 5,8 pontos contra 1,0 da Band.
A terceira edição registrou o melhor desempenho do programa desde sua estreia e continuou na vice-liderança absoluta, tendo ficado no primeiro lugar por quase trinta minutos. Segundo dados consolidados do Ibope, com a participação de Rachel Sheherazade, âncora do SBT Brasil, o The Noite, que foi ao ar das 00h14 às 01h07, bateu seu recorde de audiência e fechou com 6,8 pontos de média e 9,7 de pico. No mesmo horário, a Globo ficou na liderança geral com 7,5 pontos de média, sendo que a Record ficou com apenas 2,1 e, na quarta colocação, a Band ficou com 1,2 pontos de média.
No quarto programa, com a presença da apresentadora Palmirinha, o The Noite seguiu com o seu público cativo fechando no segundo lugar isolado do Ibope, tendo ainda alcançado a liderança durante 1 minuto, às 00h58, continuando, deste modo, com uma ótima audiência. Exibido no dia 13 de março entre 00h28 e 01h29, a atração terminou na segunda colocação com 5,9 pontos de média e pico de 7,4, de acordo com dados consolidados do Ibope. No confronto, a Globo ficou na primeira colocação com seis pontos de média, seguida da Record, em terceiro, com 2,3 de média, e a Band, no quarto lugar, com 2,2 de média.
Para fechar a primeira semana de exibição, na quinta edição, o programa atingiu 5,5 pontos de média e 6,9 de pico com a presença de Rey Biannchi e os integrantes do Arena SBT, nova atração das noites de sábado da emissora. Apesar de ter sido o menor índice da semana de estreia, Danilo garantiu a vice-liderança com folga ao SBT, colocando-se, na maioria das vezes, a um ou dois pontos de distância da Globo, o que foi considerado um desempenho extraordinário para esta faixa de horário. Com isso, o The Noite terminou sua primeira semana com média de 6 pontos, ante 8 da Globo, 2 da Record e 1 da Band. É praticamente o dobro do que o SBT costumava alcançar no horário com o Jornal do SBT e o talk show Gabi Quase Proibida.
Na segunda semana de exibição, o The Noite enfrentou pela primeira vez o Programa do Jô, que voltava para a programação da Globo depois de três meses. A repercussão de Gentili seguiu em alta e, no dia 18 de março, terça-feira, no primeiro confronto direto entre as duas atrações, seu programa conquistou a liderança ao marcar 5,3 pontos de média e 6,5 de pico, deixando o segundo lugar para o veterano Jô Soares, com quatro pontos. Após a primeira vitória, Danilo disse:
Atribuo o sucesso a muito trabalho duro e… sinceramente? No fim das contas eu sou cristão, então eu atribuo todo sucesso a Deus também. Eu trabalho duro como se todo esforço dependesse só de mim, mas no fim das contas eu sei que depende mais dele do que da força do meu braço. Eu prefiro crer assim.— Danilo Gentili.
A liderança do programa continuou até o final da segunda semana de exibição, vencendo Jô em todos os novos confrontos diretos dos dois programas.
Em 26 de julho de 2018 obteve a maior audiência do programa desde a estreia em março de 2014, nesse dia o The Noite registrou 8,1 pontos de média, e 10,2 pontos de pico. O convidado foi o humorista Evandro Santo, ex-integrante do Pânico.
Segundo o IG, desde a sua estreia em 2014 até 2023, o programa manteve a vice-liderança isolada na média mensal no PNT (Painel Nacional da Televisão), totalizando 118 meses consecutivos nessa posição.

### Avaliação e críticas
Na opinião do jornalista e crítico de televisão Maurício Stycer, a estreia do The Noite foi, de um modo geral, muito boa. O capricho da produção, o cuidado com o roteiro e a segurança de Gentili contribuíram para o late-night causar uma ótima impressão. Já Nirlando Beirão, da revista CartaCapital, disse que o programa mimetiza o clássico talk show dos americanos. Segundo ele, a grosseria intrínseca de uma personalidade doentia promete a Gentili um luminoso futuro na TV. Para Wallace Carvalho, do Famosidades, "a abertura lembrou bastante o Saturday Night Live comandado por Rafinha Bastos na RedeTV!. Do stand-up com a extensa lista de agradecimentos ao posicionamento da banda no cenário: tudo remetia ao extinto humorístico. Outra inspiração dos cenógrafos que criaram o projeto foi o The Tonight Show comandando por Jimmy Fallon. Da mesa de madeira ao sofá azul. Estava tudo lá".

### Paródia
A RedeTV!, em seu programa Muito Show, lançou uma sátira do The Noite, onde o humorista e apresentador do programa Vinícius Vieira faz o personagem Danilo Sem Crise, que apresenta o Pher Noite. O quadro ainda conta com o Gordinho Coruja, sátira do locutor Diguinho Coruja. Danilo Gentili, ao ficar sabendo da sátira, comentou em seu perfil do Twitter: "Lá vem... olha lá...". A sátira acabou não sendo levada ao ar na RedeTV!, porém, Vieira fez uma apresentação de sua imitação durante uma entrevista ao The Noite, exibida no dia 22 de setembro de 2015.
Uma nova paródia do talk show foi feita em 2016 pelo programa Pânico na Band, no quadro Talk Shows em Pânico, no qual seus novos concorrentes, o Programa do Porchat e o Adnight, foram também satirizados.

## Concorrência
O sucesso do The Noite fez com que as emissoras concorrentes criassem programas semelhantes. Antes da mudança do programa para SBT, a Rede Record gostaria de ter Gentili como seu contratado para apresentar seu programa na emissora. Não conseguindo contratá-lo, a Record tentou então colocar no ar um programa com o mesmo formato. Após avaliar nomes como Antonio Tabet, Marcelo Rezende e Leandro Hassum, a direção da Record optou por Fábio Porchat, o mais cotado para assumir esta função na emissora. Dessa forma, Porchat assinou com a Record em fevereiro de 2016 e em agosto do mesmo ano estreou o Programa do Porchat, produzido pela mesma empresa que fez o Agora É Tarde, a Eyeworks.
A TV Globo também fez algo semelhante. Apesar de já ter um programa do gênero na grade, no caso o Programa do Jô, a emissora decidiu apostar em um novo programa com esse formato, até mesmo porque o programa seria encerrado no final de 2016 com o anúncio da aposentadoria de Jô Soares do formato. O tal programa é um projeto do comediante Marcelo Adnet, que já teve uma experiência com o formato na extinta MTV Brasil, antes mesmo que Gentili estreasse o Agora É Tarde, seu primeiro talk show. O programa de Adnet na Globo, o Adnight, estreou no mesmo mês que o programa de Fábio Porchat na Record.
A entrada no ar de novos programas com o mesmo gênero que o The Noite foi comemorada por Gentili ao ser questionado pelo colunista Flávio Ricco, do portal UOL. O apresentador ressaltou o mesmo durante entrevista ao programa radiofônico matinal Jovem Pan Morning Show.
Quem vai sair ganhando é o telespectador. Eles vão ter agora três opções de talk show e poderão escolher qual é o seu preferido. Ou melhor, eles vão poder variar: ‘hoje não estou afim do Danilo, vou ver o Porchat. Hoje vou variar, vou ver o Adnet’. Isso é muito bom!— Danilo Gentili
Após a estreia dos dois programas concorrentes, o site da revista Veja fez uma enquete perguntando ao seu leitor qual seria o melhor talk show da TV brasileira, incluído entre as opções o The Noite, o Programa do Porchat e o Adnight. O programa de Gentili venceu a enquete com 75% dos votos, com o segundo lugar ficando com o Programa do Porchat, que teve 20% dos votos e em último lugar o Adnight, com 5% dos votos.

## Exibição
O programa teve a sua primeira exibição feita pelo SBT no dia 10 de março de 2014, por volta de meia-noite, após uma edição do Máquina da Fama, que na ocasião fez uma espécie de crossover com o novo programa. Desde então, é exibido na mesma faixa horária, diariamente, tendo episódios inéditos entre os meses de março do ano presente e janeiro do ano seguinte.
O programa também é retransmitido por algumas emissoras de rádio, entre elas a rede Massa FM, que possui suas emissoras instaladas nos estados do Paraná, Minas Gerais, São Paulo e Santa Catarina. A rádio Vanguarda FM de Sorocaba, do mesmo grupo da TV Sorocaba, afiliada do SBT, também exibe o programa. Internacionalmente, é exibido em Angola e em Moçambique pelo canal de televisão por assinatura BoomTV (antigo DStv 1), que é programado pela empresa brasileira Seven TV.
Entre os meses de março de 2017 e julho de 2019, devido a uma parceria do SBT com a empresa norte-americana Viacom na coprodução do quadro A História Bêbada, o The Noite era exibido integralmente no canal pago Comedy Central Brasil, de propriedade da Viacom, logo após a transmissão original no SBT. O programa estreou no canal pago no dia 7 de março, e diferentemente do que ocorre no SBT, o The Noite tinha horários fixos na grade de programação diária do Comedy Central: às 17h50 e às 22h00.
Uma pequena alteração de horário ocorreu devido ao encerramento do Máquina da Fama, que faz com que o Programa do Ratinho e o The Noite ocupassem a faixa da atração às segundas, a partir de 4 de setembro de 2017. Com esta mudança, o The Noite passou a entrar no ar a partir das 23h45. Porém, com a ida do Conexão Repórter para as segundas-feiras, em 15 de janeiro de 2018, o programa passou a ser exibido por volta da uma da manhã de terça-feira.
Na madrugada de 5 para 6 de agosto de 2022, o programa pela primeira vez desde a sua estreia não é exibido, tendo como motivo uma homenagem ao ator, apresentador e humorista Jô Soares, que faleceu no dia 5 por motivos não divulgados a pedido da família. Em seu lugar, foi ao ar a última edição do Jô Soares Onze e Meia, exibido originalmente em 30 de dezembro de 1999. A exibição do especial contou com uma homenagem lida por Danilo Gentili, que fez questão de ceder o espaço do programa para o tributo.

## Equipe
Boa parte da equipe do The Noite é a mesma que produzia o Agora É Tarde, na época em que a atração era apresentada por Danilo Gentili. Marcelo Zaccariotto, diretor-geral do programa, rompeu com a produtora Eyeworks para mudar-se ao SBT. Após Zaccariotto ser dispensado pelo SBT em 2015, João Mesquita, que anteriormente era diretor de externas, assumiu as funções de direção-geral do talk show desde então. Alex Baldin, que ajudou a criar o formato do talk show junto com Danilo Gentili, é o supervisor de conteúdo do programa.
Tal como em setembro de 2017, a atração conta com roteiro, chefiado por Leandro FS, de Bárbara Costa, Daniel Duncan, Fernando Castaño, Maiara Corrêa, Rafael Marinho e Yuri M. e com produção de Allan Hupp, Bruno Santa, Caio Cipó, Camila Quesada, Deborah Villalva, João Cassiano, Mayara Lettieri, Melissa Ely, Pedro Machado e Rassios Miranda. O The Noite ainda conta com produção executiva de Simone Iorio, coordenação de estúdio de Juninho Bill, coordenação artística de Ricardo Seguro, com Mariana Pascutti como assistente de direção, edição de Andherson Barcellos, Beto Schilke e Milton Yoshioka, com coordenação de Thiago Ferrari; sonoplastia de Renato Parmi e arte de Mandu Júnior e Evelyn Gonçalves.

### Elenco
- Danilo Gentili – apresentador (2014–presente)
- Diguinho Coruja – locutor (2014–presente)
- Igor Guimarães (2023–presente)
- Ultraje a Rigor – banda (2014–presente)
  - Roger Moreira
  - Marcos Kleine
  - Bacalhau
  - Mingau (afastado desde 2023)
  - Andria Busic (desde 2023)

- Leo Lins (2014–22)
- Murilo Couto (2014–24)
- Juliana Oliveira (2014–24)

## Controvérsias

### Repercussões negativas de entrevistas
Na quinta edição do The Noite, o SBT cortou parte da entrevista do músico e humorista Rey Biannchi que foi ao ar em 14 de março na qual o convidado xingava os ex-presidentes Lula e Dilma Rousseff. A decisão do corte, segundo o SBT, partiu do diretor do programa, Marcelo Zacariotto, que achou a ofensa "desnecessária" e "fora de contexto". Ainda de acordo com a emissora, "o objetivo do programa não é falar mal dos outros". Rey Biannchi, que também participou do especial de Natal do Agora É Tarde que foi vetado pela Band, quando ainda era comandado por Gentili, defendeu o corte.
Durante a entrevista de Jorge Kajuru, na segunda semana de exibição do programa, o polêmico jornalista caçoou do músico Lobão, que vociferou contra o Agora É Tarde de Rafinha Bastos por ter tido parte de suas respostas censuradas pela Band. Ocorre, no entanto, que Kajuru também teve falas cortadas durante sua conversa com Danilo Gentili. O apresentador criticou duramente o governador de Goiás, Marconi Perillo, e o diálogo não foi ao ar. Segundo o SBT, a edição ocorreu em razão dos ataques estarem novamente "fora do contexto", segundo informa a coluna "Outro Canal". Apesar do corte, a rede veiculou o momento em que Kajuru chamou a presidente Dilma Rousseff de "sem vergonha" e disse que na Band "é dando que se recebe", além de criticar as concorrentes do canal de Silvio Santos e da Globo.
A imprensa internacional destacou de forma negativa a entrevista feita com a cantora Sky Ferreira no programa exibido em 10 de junho de 2014, em relação a uma pergunta feita por Gentili: "Você acha que todo mundo está adorando a música por causa do seu trabalho ou por causa da capa?", indagou o apresentador, referindo-se à capa do álbum Night Time, My Time, na qual Sky aparece nua da cintura para cima e com um dos seios à mostra. O comediante Leo Lins então traduziu e, no final, ao falar da capa, disse "e por causa dos peitos, é claro". Sky riu e respondeu: "Acho que é por causa da música, mas ajuda se você for um pervertido". O site estadunidense Pitchfork, uma publicação sobre música, repercutiu a entrevista mencionando a pergunta "muito esquisita" e classificando o entrevistador de "rude", sem deixar claro se a referência era a Gentili ou a Lins. O também estadunidense The Huffington Post criticou a pergunta, chamando-a de inapropriada; "Entrevistadores, tomem nota: Isso é como você NÃO deve entrevistar uma artista mulher, ou qualquer artista, aliás. Sky Ferreira teve a infeliz experiência como convidada de um programa brasileiro". A revista britânica NME classificou a pergunta de "grosseira", enquanto o site britânico Gigwise chamou a entrevista no começo de sua matéria de "muito estranha", escrevendo "De vez em quando, aparece uma entrevista com um artista que é tão estranha que é até difícil de ver. Desta vez, foi Sky Ferreira que sofreu". O site estadunidense Stereogum também classificou a entrevista como "esquisita", dizendo no primeiro parágrafo de seu texto que "Em seus anos no sistema de pop adolescente dentro de uma grande gravadora, Sky Ferreira provavelmente enfrentou todo tipo de indignidades, mas acho que nada em seu passado pode se comparar à recente aparição dela no talk show brasileiro The Noite".

### Piadas de Leo Lins
Também em junho, uma piada feita por Leo Lins repercutiu internacionalmente. O comediante disse sobre a fama da Colômbia em produzir cocaína e a surpresa pelo qual nenhum jogador colombiano foi flagrado no exame antidoping, durante a Copa do Mundo FIFA de 2014, "O Uruguai vai jogar contra a Colômbia. Muita gente achou surpresa a Colômbia ficar em primeiro. Para mim, a surpresa foi nenhum jogador colombiano ser pego no doping. E Uruguai e Colômbia é um jogo perfeito: um fabrica a droga e outro legalizou. Então, agora está ótimo. Eu acho que, independentemente do resultado do jogo, o vitorioso será o tráfico". O site El Colombiano classificou de insulto à Seleção Colombiana de Futebol e uma espécie de deboche sobre a difícil situação que vive o país. No Twitter, Gentili parabenizou Leo Lins "por mais uma piada que virou notícia internacional". Alguns colombianos não gostaram da piada e também reagiram no Twitter.
Em julho de 2022, Lins foi demitido do SBT após repostar no Instagram um vídeo antigo, no qual citou o Teleton em uma piada sobre uma criança com hidrocefalia.

### Processo de Juliana Oliveira contra Otávio Mesquita
Em 27 de março de 2025, Juliana Oliveira abriu um processo contra o apresentador Otávio Mesquita, acusando Mesquita de estupro durante a exibição de um número no programa do dia 25 de abril de 2016, e a emissora de omitir o caso. Na ocasião, Mesquita tera agarrado Oliveira no palco e tocado em suas partes sensíveis, enquanto a então assistente de palco tentava impedir com tapas e chutes. Além disso, ele teria falado sobre o tamanho de seus seios, o que desagradou Juliana. A comediante relatou que reportou o caso ao Danilo Gentili e toda a equipe do programa, que vetou Otávio de participar dos próximos episódios, mas que ele sempre chegava a invadir as gravações. Para evitar um encontro entre as duas partes, a produção trancava Juliana no banheiro dos camarins. Em 2020, após Oliveira cobrar de Gentili mais providências sobre o assunto, o apresentador decidiu impor regras mais rígidas, aumentando a segurança no cenário do programa para evitar novas invasões de Otávio, além de aconselhar a humorista a procurar o compliance e a direção do SBT. Juliana só decidiu formalizar a denúncia contra Otávio em 2024, quando deixou o programa para se juntar a equipe do Chega Mais em quadros externos. Em fevereiro de 2025, Ju deixaria o SBT após ficar sem função com o fim do programa matinal.

## Internet
Chegou aos 10 milhões de seguidores no YouTube em novembro de 2021, se consolidando como o maior programa de TV do Brasil na Web e o 4º maior talk show do mundo no YouTube.

## Prêmios e indicações
| Ano  | Prêmio                      | Categoria                         | Indicado                     | Resultado | Ref.            |
| ---- | --------------------------- | --------------------------------- | ---------------------------- | --------- | --------------- |
| 2014 | Prêmio Extra de Televisão   | Melhor apresentador               | Danilo Gentili               | Indicado  | [ 134 ] [ 135 ] |
| 2014 | Prêmio Extra de Televisão   | Melhor Programa                   | The Noite com Danilo Gentili | Indicado  | [ 134 ] [ 135 ] |
| 2015 | Prêmio Risadaria            | Melhor Programa "Late Night Show" | The Noite com Danilo Gentili | Indicado  | [ 136 ]         |
| 2015 | Troféu Internet             | Melhor Programa de Entrevistas    | The Noite com Danilo Gentili | Venceu    | [ 137 ]         |
| 2015 | Troféu Imprensa             | Melhor Programa de Entrevistas    | The Noite com Danilo Gentili | Venceu    | [ 138 ]         |
| 2016 | Troféu Imprensa             | Melhor Programa de Entrevistas    | The Noite com Danilo Gentili | Indicado  | [ 139 ] [ 140 ] |
| 2016 | Troféu Internet             | Melhor Programa de Entrevistas    | The Noite com Danilo Gentili | Venceu    | [ 140 ] [ 141 ] |
| 2017 | Troféu Internet             | Melhor Programa de Entrevistas    | The Noite com Danilo Gentili | Indicado  | [ 142 ]         |
| 2017 | Troféu Imprensa             | Melhor Programa de Entrevistas    | The Noite com Danilo Gentili | Venceu    | [ 143 ]         |
| 2017 | Prêmio Jovem Brasileiro     | Melhor Programa de TV             | The Noite com Danilo Gentili | Venceu    | [ 144 ]         |
| 2018 | Prêmio Contigo! de TV       | Melhor Talk Show                  | The Noite com Danilo Gentili | Venceu    | [ 145 ]         |
| 2018 | Troféu Internet             | Melhor Programa de Entrevistas    | The Noite com Danilo Gentili | Venceu    | [ 146 ]         |
| 2018 | Troféu Imprensa             | Melhor Programa de Entrevistas    | The Noite com Danilo Gentili | Indicado  | [ 147 ]         |
| 2019 | Troféu Imprensa             | Melhor Programa de Entrevistas    | The Noite com Danilo Gentili | Venceu    | [ 148 ]         |
| 2019 | Troféu Internet             | Melhor Programa de Entrevistas    | The Noite com Danilo Gentili | Venceu    | [ 148 ]         |
| 2020 | Prêmio Contigo! Online 2019 | Melhor Talk Show                  | The Noite com Danilo Gentili | Venceu    | [ 149 ]         |